# Caradrina inumbrata
Caradrina inumbrata är en fjärilsart som beskrevs av Otto Staudinger 1899. Caradrina inumbrata ingår i släktet Caradrina och familjen nattflyn. Inga underarter finns listade i Catalogue of Life.